# بوبک
بوبک (به آلمانی: Bobeck) یک شهر در آلمان است که در تورینگن واقع شده‌است. بوبک ۲۹۵ نفر جمعیت دارد.